# 秋田県道146号桂瀬停車場線
秋田県道146号桂瀬停車場線（あきたけんどう146ごう かつらせていしゃじょうせん）は、秋田県北秋田市を通る一般県道である。

## 概要
秋田内陸縦貫鉄道 秋田内陸線 桂瀬駅を起点とし、約200メートルで秋田県道111号桂瀬笹館線に合流し、阿仁川を渡って終点の国道105号交点まで県道111号に重複する。

### 路線データ
- 総延長 : 1.037 km[2]
- 実延長 : 0.177 km[2]
- 起点 : 秋田県北秋田市桂瀬字下羽貫谷地25番1地先（桂瀬駅）[3]北緯40度6分5.9秒 東経140度25分2.9秒
- 終点 : 秋田県北秋田市浦田字家の下16番2地先（国道105号交点）[3]北緯40度6分16.17秒 東経140度24分23.95秒
- 未供用区間 : なし[2]

## 歴史
- 1959年（昭和34年）2月17日 - 秋田県道に認定される[3]。

## 路線状況

### 重複区間
- 秋田県道111号桂瀬笹館線（北秋田市浦田字高淵・交点 - 北秋田市浦田字家の下・終点）、860 m[2]

### 冬期閉鎖区間
- なし[4]

### 交通不能区間
- なし[5]

## 地理

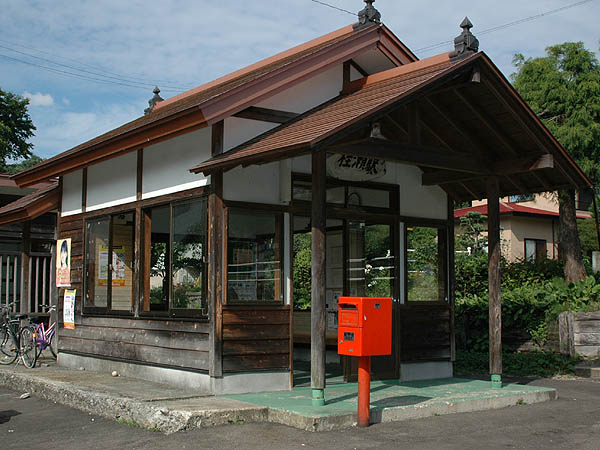
桂瀬駅

### 交差する道路
| 施設名     | 接続路線名              | 備考               | 所在地                                                  |
| ---------- | ----------------------- | ------------------ | ------------------------------------------------------- |
| 〈桂瀬駅〉 |                         | 起点               | 北秋田市桂瀬字下羽貫谷地                                |
|            | 秋田県道111号桂瀬笹館線 |                    | 北秋田市浦田字高淵北緯40度6分10.8秒 東経140度25分0.44秒 |
|            | 国道105号               | 終点 県道111号起点 | 北秋田市浦田字家の下                                    |

### 沿線の施設
- 秋田内陸縦貫鉄道 秋田内陸線 桂瀬駅
- 浦田郵便局